# ТЭЦ Любин
ТЭЦ Любин (ЭС-1) — теплоэлектроцентраль в городе Любин на юго-западе Польши.
В 1968 году для обслуживания медной шахты в Любине была запущена котельная, оснащенная двумя вугольными водогрейными котлами рацибужской компании Rafako типа WR-29 мощностью по 36 МВт. В 1978 году тот же производитель дополнительно смонтировал два водогрейных котла WP-81.
Кроме того, в 1968—1976 годах на площадке запустили не менее пяти паровых угольных котлов OR-32, четыре из которых поставила Rafako и не менее одного котлобудивная компания Fakop из Сосновца. Они, в частности, питали запущенные в 1973 и 1976 годах две паровые турбины производства Jugoturbina мощностью 10,4 МВт и 10,5 МВт, соединенные с генераторами Вроцлавского завода Dolmel.
По состоянию на середину 2010-х годов ТЭЦ работает отдельно от шахты и имеет тепловую мощность 144 МВт, обеспечиваемую тремя котлами OR-32 и двумя модернизированными водогрейными WLM-25.
Для удаления продуктов сгорания на станции построили три дымовые трубы высотой по 80 метров.